# Mason Jones
Mason Jones, né le 21 juillet 1998 à Dallas dans le Texas, est un joueur américain de basket-ball évoluant au poste d'arrière.

## Biographie
Lors de la draft 2020, il n'est pas sélectionné.
Le 19 novembre 2020, il signe un contrat two-way avec les Rockets de Houston. Le 9 mars 2021, il est coupé. Le 12 mars 2021, il signe un contrat de 10 jours avec les Rockets de Houston.
Le 26 mars 2021, Jones signe un contrat two-way avec les Sixers de Philadelphie. Il est licencié le 7 mai 2021.
Le 20 décembre 2021, alors qu'il avait débuté la saison en NBA G League avec les Lakers de South Bay, il s'engage en faveur des Lakers de Los Angeles via un contrat two-way.
En février 2024, il signe un contrat two-way avec les Kings de Sacramento.